# Police Tero FC

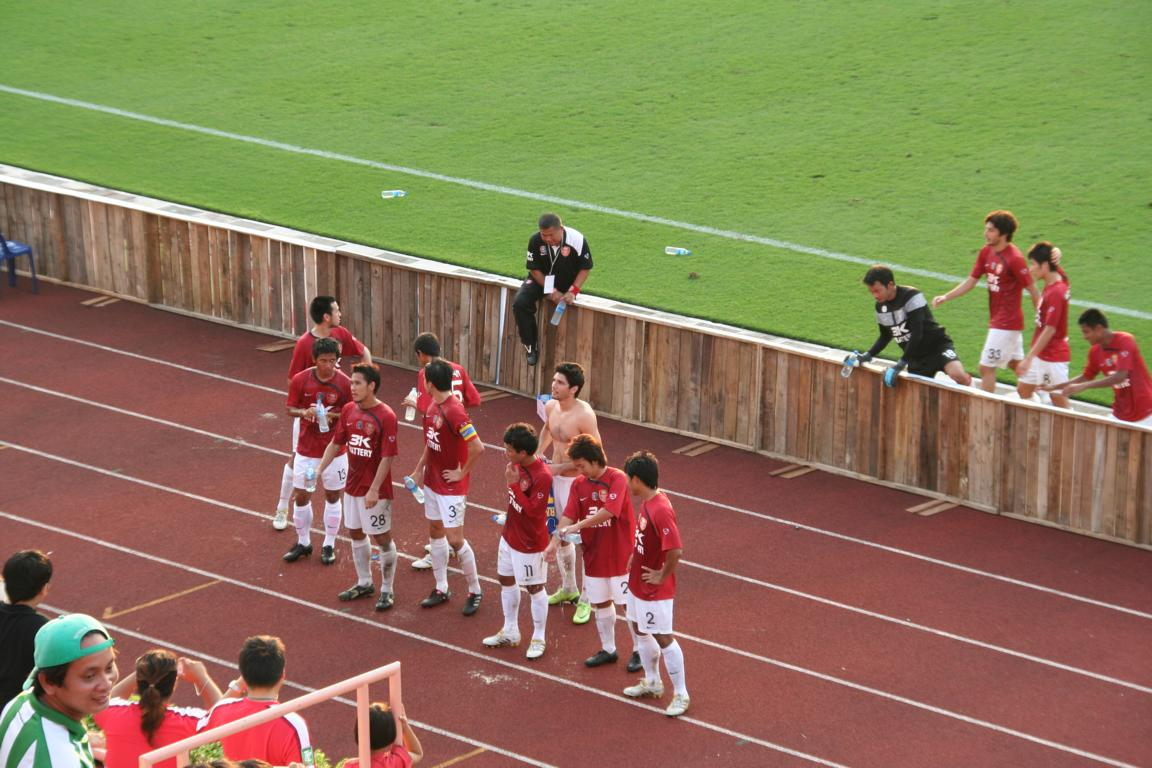
Team na afloop van de Supercup 2009

Police Tero Football Club (Thai: สโมสรฟุตบอลโปลิศ เทโร), voorheen BEC Tero Sasana, is een Thaise voetbalclub uit Bangkok. De club werd opgericht in 1992 als Sasana Witthaya School. De thuiswedstrijden worden in het BEC Tero Sasana Nong Chok Stadium gespeeld, dat plaats biedt aan 5.132 toeschouwers. De clubkleuren zijn rood-wit.
In 2005 is Arsenal FC een samenwerking aangegaan met BEC-TERO ENTERTAINMENT, hierdoor veranderden de kleuren van het tenue.

## Gewonnen prijzen
Nationaal
- Thai League 1
  - Winnaar (2): 2000, 2001/02
- Thailand FA Cup
  - Runner up (1): 2009
- Thai League Cup
  - Winnaar (1): 2014
- Kor Royal Cup
  - Winnaar (1): 2001
  - Runner up (2): 2002, 2004

Internationaal
- Champions League
  - Runner up (1): 2002/03

## Bekende (ex-)trainers en spelers
- Stéphane Demol
- Prince Rajcomar